# هانس پیتر سییدل
هانس پیتر سییدل (انگلیسی: Hans-Peter Seidel؛ زادهٔ ۲۴ آوریل ۱۹۵۸) ریاضی‌دان، دانشمند رایانه، و استاد دانشگاه اهل آلمان است.

## تحصیلات و شغل
هانس پیتر سییدل مدرک دکترا خود را در رشته ریاضیات در دانشگاه توبینگن در سال ۱۹۸۷، تحت نظارت راینر لوون به دست آورد.
از سال ۱۹۹۹، او به عنوان مدیر در انستیتوی علوم کامپیوتر ماکس پلانک و استاد دانشگاه شارلند فعال بوده‌است. وی پیش از منصوب شدن در مؤسسه ماکس پلانک، از سال ۱۹۹۲ تا ۱۹۹۹ عضو هیئت علمی دانشگاه ارلانژن بود.